# Fungulus minutulus
Fungulus minutulus är en sjöpungsart som beskrevs av Monniot 1991. Fungulus minutulus ingår i släktet Fungulus och familjen kulsjöpungar. Inga underarter finns listade i Catalogue of Life.